# Roswell (Georgia)

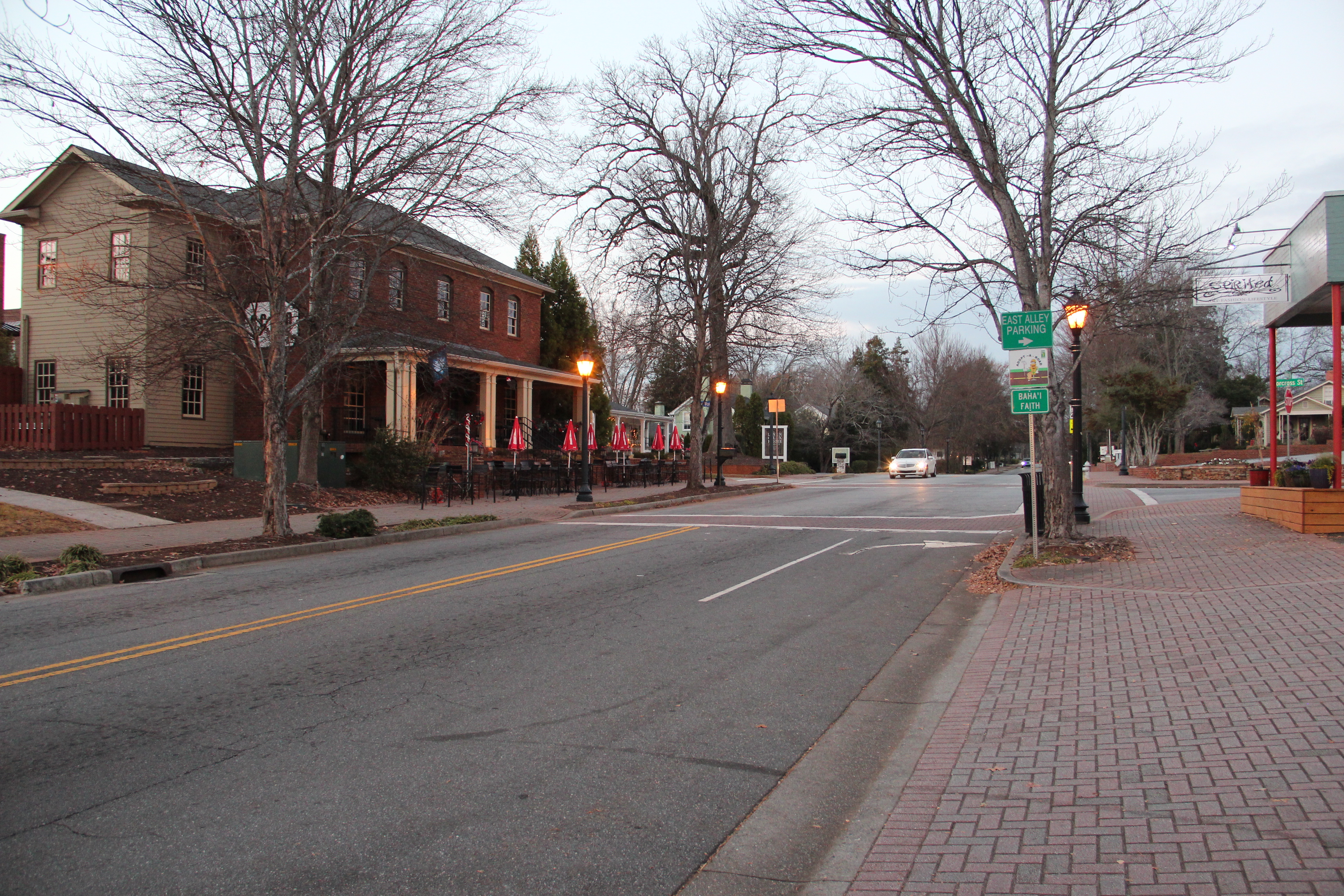

Położenie Roswell na mapie Georgii

Roswell – miasto w Stanach Zjednoczonych, w stanie Georgia, położone w północnej części hrabstwa Fulton. Jest północnym przedmieściem w obszarze metropolitalnym Atlanty, a południową granicę miasta wyznacza rzeka Chttahoochee. 
Według spisu w 2020 roku liczy 92,8 tys. mieszkańców i jest to ósme pod względem wielkości miasto stanu Georgia. 62,3% populacji to osoby białe nielatynoskie, 15,6% to Latynosi i 13,3% to osoby czarnoskóre lub Afroamerykanie. 2,6% osób deklaruje pochodzenie polskie.
Roswell posiadające 22 parki zostało dwukrotnie wybrane przez Atlanta Magazine jako najlepsze miejsce do zamieszkania w regionie Metro Atlanta. Jest również uznane jako jedno z najbezpieczniejszych miast w Stanach Zjednoczonych.
Roswell zostało założone w połowie lat 30. XIX wieku i rozwinęło się jako niewielki ośrodek przemysłu bawełnianego.